# ベルト・オルタネーター・スターター
ベルテッド・オルタネーター・スターター（英語: Belted Alternator Starter、略称BAS）は、エンジンの補機ベルトを介して発電している従来のオルタネーターを強化し、スターターモーターと電力回生を含む走行用電動機の機能を持たせたものである。日本車では Integrated Starter Generator（ISG）の呼称が一般的。
これ一つで、冷間始動、アイドリングストップからの再始動（温間始動、ホットスタート）、車両の発進から初期加速、減速時の電力回生が行え、BAS/ISG に専用の二次電池を追加するとマイルドハイブリッドシステムの構築が可能であり、比較的簡易な変更で内燃車の騒音の低減や燃費の改善が見込める。
2001年にトヨタ自動車の第11代目のクラウンの一部車種に、36 ボルトバッテリーと ISG からなる「トヨタ・ハイブリッド・システム-M」（THS-M）が初めて搭載された。これは、クランクプーリー側に電磁クラッチを追加しており、エンジン停止時でも ISG によるエアコンコンプレッサーの稼働が可能である。
ゼネラルモーターズは2007年に BAS を導入したハイブリッドシステムを製造した。36 Vを搭載し、スターター兼用のアシストモーターを駆動し、燃費を20 %向上させている。搭載車種はサターン・ヴュー、サターン・オーラ、シボレー・マリブ。